# مجزرة عائلة نعيم
مجزرة عائلة نعيم هي مجزرة ارتكبها سلاح الجوّ الإسرائيلي حينما أغارَ على منازل المدنيين في حي الزيتون في الأول من مارس 2024، خلال عملية طوفان الأقصى، تسبّبت هذه المجزرة الإسرائيليّة والتي استهدفت منطقة حيوية أدت إلي استشهاد عدد من سكان المنطقة وسبعة عشر شخصاً من عائلة نعيم.

## خلفية الحدث
في ساعاتِ الصباح الأولى من يوم السابع من أكتوبر 2023 أطلقت حركة المقاومة الإسلامية حماس عبر ذراعها العسكري كتائب الشهيد عز الدين القسام عملية طوفان الأقصى وذلك ردًا على الاعتداءات الإسرائيلية وتدنيس الأقصى والاستمرار في الاستيطان كما أكّد على ذلك محمد الضيف القائد العام للقسّام والذي أعطى إشارة انطلاق العمليّة التي شهدت اقتحامًا من المقاومين لمستوطنات غلاف غزة ونجحوا في قتلِ عدد كبيرٍ من الجنود الإسرائيلين وأسر عشرات آخرين كما استطاعوا خلال ساعات قطع عشرات الكيلومترات ووصلوا لمستوطنات أبعد من تلك المحيطة والقريبة من قطاع غزة. استمرَّت الاشتباكات بين الجيش الإسرائيلي وبين المقاومين في عديد من المستوطنات وعلى رأسها مستوطنة سديروت. الرد الإسرائيلي على هذه العمليّة جاء من خلال شنّ سلاح الجو الإسرائيلي عشرات الغارات العشوائيّة على القطاع متسبّبة في مقتل عشرات المدنيين وتدمير البنية التحتية لمدن القطاع. وتستمر هذه الحرب منذ عام ونصف مما أدى لمقتل أكثر من 35 ألف شخص أغلبهم من النساء والأطفال، وتشريد أكثر من مليون فلسطيني بالقطاع.

## الضحايا
جميع الضحايا من المدنيين فضلًا عن كونهم من عائلة واحدة قضت بعد قصف الإحتلال الإسرائيلي:
2.ماهر فضل نعيم
3.عبلة بدر العوضي (نعيم)
4.محمد ماهر نعيم
5.حمزة ماهر نعيم
6.أحمد ماهر نعيم
7.عصام ماهر نعيم
8.إيمان ماهر نعيم
9.شيرين ماهر نعيم
10.آلاء ماهر نعيم
11.ابتسام ماهر نعيم
12.ديما ماهر نعيم
13.بيسان ماهر نعيم
14.ناهض نعيم وأولاده وأحفاده
15.علي فضل نعيم وأولاده
16.إبراهيم فضل نعيم وأولاده